# Michael P. Grace
Michael Paul o Miguel Grace (1842 - 20 de septiembre de 1920) fue un empresario británico asentado en el Perú. Fue accionista y presidente de la W. R. Grace and Company y la Grace Brothers & Co. Ltd.

## Biografía
Nació en Queenstown, Condado de Cork, Irlanda, en aquel entonces bajo soberanía británica, perteneciente a una familia acaudalada. Cuando fue joven viajó al Perú, donde su padre tenía intereses comerciales y donde se unió a su hermano William Russell Grace, que había formado una compañía con John Bryce Weddle. William Grace emigró a los Estados Unidos en 1856 donde estableció la W. R. Grace and Company, de Nueva York, mientras que Michael permaneció en el Perú desarrollando contactos con el gobierno formando la que sería Grace Brothers & Co.
La influencia de los hermanos Grace con el gobierno peruano vio obtener la mayoría de los contratos para el suministro de municiones y barcos de combate durante la Guerra del Pacífico entre 1877 y 1884. Cuando la guerra terminó, Michael Grace viajó a Inglaterra y en 1887 creó un consorcio de prestamistas para proporcionar la financiación necesaria para estabilizar al gobierno del Perú.
Michael Grace se casó con Margaret Mason. Tuvieron cuatro hijas: Elisa, Elaina, Margarita y Gladys. La tragedia golpeó a la familia el 10 de agosto de 1917, cuando su hija Elisa se ahogó mientras nadaba en un lago en Italia. Elisa Mercedes Grace se casó con el Honorable Hubert Beaumont, antiguo miembro del Parlamento británico por Eatsbourne.

### Contrato Grace
A finales de 1886, Michael Grace, en nombre de los acreedores extranjeros reunidos en un "Comité Inglés de Tenedores de Bonos de la Deuda Externa del Perú", presentó al gobierno de Andrés A. Cáceres el proyecto de un convenio para cancelar la deuda peruana. La propuesta era que el Estado peruano entregara a los acreedores todos sus ferrocarriles y obras ferroviarias por 75 años, así como tres millones de toneladas de guano, dos millones de hectáreas en la selva central, el privilegio de explotar las minas de cinabrio en Santa Bárbara - Huancavelica, la explotación del petróleo en Piura, además de la concesión del libre uso de los muelles a donde llegaban los ferrocarriles, incluida la libre navegación por el lago Titicaca, y 33 anualidades de 80.000 libras esterlinas. El gobierno vio con buenos ojos este proyecto, pues permitía el restablecimiento del crédito del Perú en el exterior, así como la inyección de importantes capitales para la restauración de los ferrocarriles y la construcción de otros. El inconveniente más notorio, y que naturalmente acarrearía la crítica de la ciudadanía, era la entrega de los ferrocarriles a una compañía extranjera, pero una medida como esta se consideró justificaba, teniendo en cuenta que tales ferrocarriles habían sido construidos con el dinero de los préstamos de 1869, 1870 y 1872.

### Ferrocarril de la Oroya
Michael Grace también emigró a los Estados Unidos, donde se convertiría en ciudadano americano. Los hermanos Grace, junto con el yerno de Michael, Richard Hely-Hutchinson, 6.º conde de Donoughmore, ampliaron sus negocios en el Perú, incluyendo el control de los depósitos guaneros a lo largo de la costa del Pacífico, vastas franjas de tierra que contenían petróleo y depósitos minerales, incluyendo las minas de plata en Cerro de Pasco que fueron reportadas por el New York Times en su edición del 22 de junio de 1885, como "probablemente las más ricas y extensas del mundo".
En relación con las minas de Cerro de Pasco, los Grace adquirieron un contrato de arrendamiento de noventa y nueve años, incluyendo el ferrocarril de la Oroya en dificultades financieras, originalmente construido a principios de 1870 por el promotor estadounidense Henry Meiggs, pero no completado totalmente.

### New York and Pacific Steamship Company
Desde una base en Lima, los hermanos Grace establecieron oficinas de representación en la mayor parte de América del Sur a través de su Compañía Salitrera obtenido el control sobre todo salitre exportado por el gobierno de Chile. El negocio en Chile fue tal que finalmente establecieron la Grace & Co. en Valparaíso. En 1892 los hermanos Grace estableció la New-York and Pacific Steamship Company, Limited, antecesor de la Grace Steamship Company.
En su viaje de negocios anual a Londres, Inglaterra, a finales del verano de 1920, Michael Grace, entonces de setenta y ocho años de edad, murió de un ataque al corazón. Su otra hija, Elena Maria Grace, se casó con Richard Hely-Hutchinson, 6.º conde de Donoughmore, hijo de John Hely-Hutchinson, 5.º conde de Donoughmore.